# Кобе
Ко́бе (яп. 神戸市, こうべし, кобе ші) — місто в Японії, у південно-східній частині префектури Хьоґо, адміністративний центр цієї префектури. Входить до списку міст державного значення Японії.
Кобе — одне з найбільших міст узбережжя Осацької затоки, в акваторії Внутрішнього Японського моря. Місто є великим міжнародним портом і має ідеальну глибоководну бухту у вигляді розгорнутого віяла. Центром Кобе пролягають гори Рокко, у підніжжя яких знаходиться гарячі ванни на термальних водах Аріма, одні з найстаріших у Японії. Місто вважається батьківщиною японських дач і куротів.
Історично Кобе входило до складу провінції Ідзумі і було важливим транспортним і торговельним пунктом на шляху до японської столиці Кіото. У цьому поселенні традиційно знаходилося багато контор оптовиків і лихварів, а також виробників японської горілки саке. Крім цього Кобе було значним релігійним центром і славилося «трьома святинями», синтоїстськими святилищами Ікута, Наґата і Мінатоґава. З середини 19 століття місто стало одним з головних осередків модернізації країни, центром сталеваріння, кораблебудування, машинобудування, хімічної промисловості і виробництва штучних перлів. Кобе зазнало великих руйнувань під час землетрусу 1995 року, але швидко відновило свій потенціал.
Сучасне Кобе — це велике комерційне місто. Головними галузями економіки є харчова промисловість, фармацевтика, мода і туризм. У Кобе знаходиться понад 100 представництв міжнародних підприємств у Азії і Японії, таких як Procter & Gamble and Nestlé.

## Символи міста
Емблема Кобе — стилізоване зображення 2-х віял, які символізують порти Хьоґо і Кобе. Обидва віяла схрещені у формі знаку японської абетки катакани カ («ка»), з якого починається старе написання слова «Кобе» (カウベ). Емблема була затверджена у травні 1907 року.
|             |
| Прапор Кобе |

Прапор Кобе — полотнище зеленого кольору, сторони якого співвідносяться як 2 до 3. В центрі полотнища розміщена емблема міста білого кольору.

## Географія
Площа міста становить близько 552,23 км².

### Клімат
| Клімат Кобе (1981—2010)                                                                      | Клімат Кобе (1981—2010) | Клімат Кобе (1981—2010) | Клімат Кобе (1981—2010) | Клімат Кобе (1981—2010) | Клімат Кобе (1981—2010) | Клімат Кобе (1981—2010) | Клімат Кобе (1981—2010) | Клімат Кобе (1981—2010) | Клімат Кобе (1981—2010) | Клімат Кобе (1981—2010) | Клімат Кобе (1981—2010) | Клімат Кобе (1981—2010) | Клімат Кобе (1981—2010) |
| Показник                                                                                     | Січ.                    | Лют.                    | Бер.                    | Квіт.                   | Трав.                   | Черв.                   | Лип.                    | Серп.                   | Вер.                    | Жовт.                   | Лист.                   | Груд.                   | Рік                     |
| Абсолютний максимум, °C                                                                      | 19,2                    | 20,8                    | 23,7                    | 28,5                    | 31,9                    | 34,2                    | 37,7                    | 38,8                    | 35,8                    | 31,4                    | 26,2                    | 23,7                    | 38,8                    |
| Середній максимум, °C                                                                        | 9,0                     | 9,6                     | 12,8                    | 18,7                    | 23,2                    | 26,6                    | 30,0                    | 31,8                    | 28,5                    | 22,7                    | 17,3                    | 11,9                    | 20,2                    |
| Середня температура, °C                                                                      | 5,8                     | 6,1                     | 9,3                     | 14,9                    | 19,4                    | 23,2                    | 26,8                    | 28,3                    | 25,2                    | 19,3                    | 13,9                    | 8,7                     | 16,7                    |
| Середній мінімум, °C                                                                         | 2,7                     | 3,0                     | 6,0                     | 11,3                    | 16,2                    | 20,4                    | 24,4                    | 25,8                    | 22,5                    | 16,1                    | 10,6                    | 5,4                     | 13,7                    |
| Абсолютний мінімум, °C                                                                       | −6,4                    | −7,2                    | −5                      | −0,6                    | 3,9                     | 10,0                    | 14,5                    | 16,1                    | 10,5                    | 5,3                     | −0,2                    | −4,3                    | −7,2                    |
| Середня кількість сонячних годин на місяць                                                   | 145,8                   | 137,0                   | 159,9                   | 189,8                   | 193,7                   | 154,2                   | 174,5                   | 215,5                   | 153,2                   | 167,1                   | 150,5                   | 154,0                   | 1995,1                  |
| Норма опадів, мм                                                                             | 37.8                    | 56.9                    | 98.5                    | 101.6                   | 149.7                   | 181.6                   | 152.1                   | 90.9                    | 144.6                   | 98.3                    | 63.4                    | 40.9                    | 1216.2                  |
| Днів з опадами                                                                               | 6,2                     | 7,3                     | 10,9                    | 9,9                     | 10,6                    | 12,2                    | 11,0                    | 6,7                     | 10,3                    | 8,5                     | 6,3                     | 6,3                     | 106,4                   |
| Вологість повітря, %                                                                         | 62                      | 63                      | 61                      | 62                      | 66                      | 72                      | 75                      | 71                      | 70                      | 64                      | 63                      | 61                      | 66                      |
| -------------------------------------------------------------------------------------------- | ----------------------- | ----------------------- | ----------------------- | ----------------------- | ----------------------- | ----------------------- | ----------------------- | ----------------------- | ----------------------- | ----------------------- | ----------------------- | ----------------------- | ----------------------- |
| Джерело: Метеорологічне управління Японії (середні значення: 1981—2010, рекордні: 1897—2018) |                         |                         |                         |                         |                         |                         |                         |                         |                         |                         |                         |                         |                         |

## Історія

### Давні часи
Кам'яні знаряддя праці та артефакти, які були знайдені на заході Кобе свідчать, що на цій території розташовувались людські поселення ще з періоду Джьомон (від 12000 до 300(900)рр. до Р. Х.).
Природні умови цієї території сприяли розвитку рибальства та створення порту, який став економічним центром міста.
Вперше ця місцевість згадується в одній з найдавніших пам'яток японської літератури періоду Нара — Ніхон Сьокі, у зв'язку з будівництвом тут святилища Ікута в 201 році н. е..
В періоди Нара (710–794) та Хей'ан (794–1185) місцевий порт був відомий під ім'ям Овада Антораґе та був одним з портів, звідки відправляли японські посольства до китайської династії Суй.
На короткий термін в 1180 році Кобе виконував функції столиці Японії, коли Тайра но Кійоморі перевіз Імператора Антоку до міста Фукухара (сучасний міський район Хьоґо міста Кобе). Через п'ять місяців Імператор повернувся до Кіото.
В 1184 році фортеця роду Тайра та святилище Ікута стали місцем битви при Іті-но-Тані під час війни Мінамото і Тайра.
В період Камакура (1185–1333) порт значно розрісся та став важливим центром торгівлі Японії з іншими країнами. В XIII ст. Кобе був відомий під ім'ям Порт Хьоґо та разом з північною частиною Осаки входив в провінцію Сеццу.
В період Едо східна частина сучасного Кобе входила в Амаґасакі-хан, північна частина — в Акасі-хан, а центр разом з портом знаходився під прямим контролем сьоґунату Токуґави. І тільки в 1871 році вся територія Кобе опинилася в складі однієї адміністративної одиниці — префектури Хьоґо.
Під час Реставрації Мейдзі в 1868 році порт Хьоґо був одним з перший відкритий для торгівлі з Західними країнами.

### Сучасність

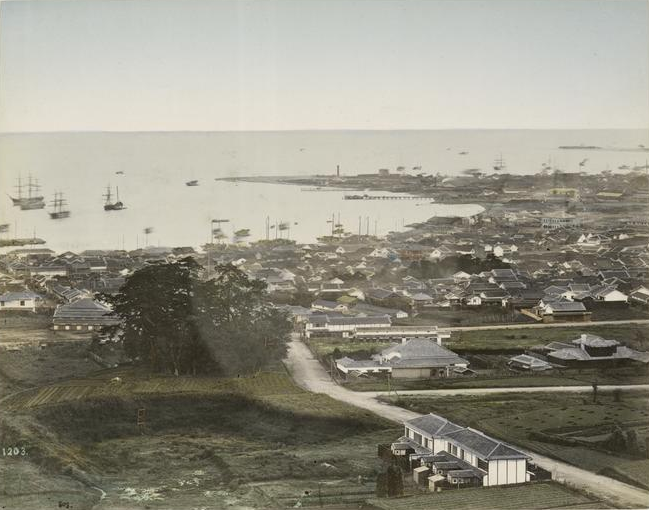
Порт Кобе в XIX ст.

Місто Кобе було засноване в 1889 році. Назва «Кобе» походить від слова канбе (яп. 神戸) — архаїчної назви служителів святилища Ікута. 1 вересня 1956 року місто увійшло до списку міст державного значення Японії.
Під час Другої світової війни 17 березня 1945 року місто піддалося бомбардуванню американською авіацією. В результаті 8,841 жителів міста загинуло та 21 % будівель в Кобе зруйновано.
Під тиском громадян міста 18 березня 1975 року муніципальна рада Кобе ухвалила рішення заборонити вхід в порт міста судам з ядерною зброєю на борту. Ця політика стала відомою, як «Формула Кобе».
17 січня 1995 року в 5:46 потужний землетрус силою 7.3 бала за шкалою Ріхтера зруйнував десятки тисяч будинків в Кобе, обрушив дороги та мости, завдав величезного удару по економіці міста. Землетрус та подальші пожежі знищили більше 212,443 будівель та вбили більше 5 000 чоловік. Після землетрусу Кобе був відбудований практично заново. В Японії цей землетрус відомий під ім'ям Великий землетрус Хансін.
До землетрусу порт Кобе був найбільшим в Японії та одним з найбільших в Азії. Зараз Кобе четвертий за розмірами в Японії та тридцять восьмий у світі.

## Адміністративний поділ

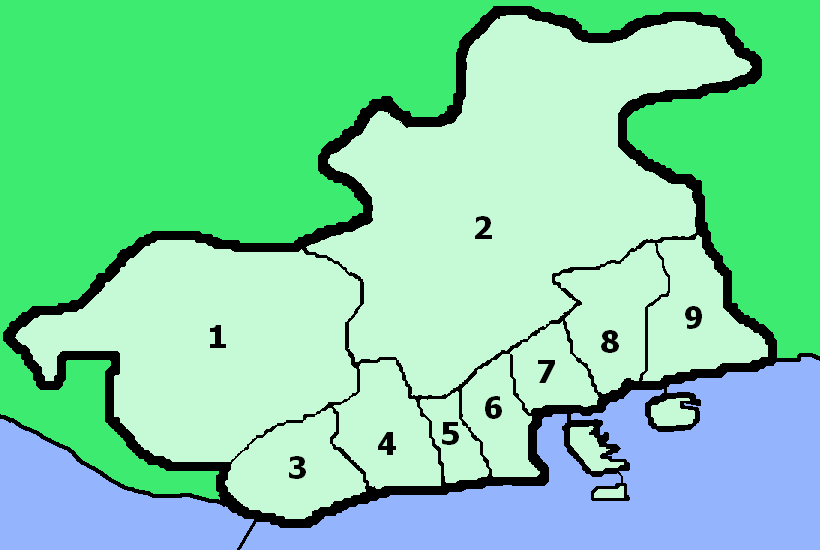
Райони Кобе

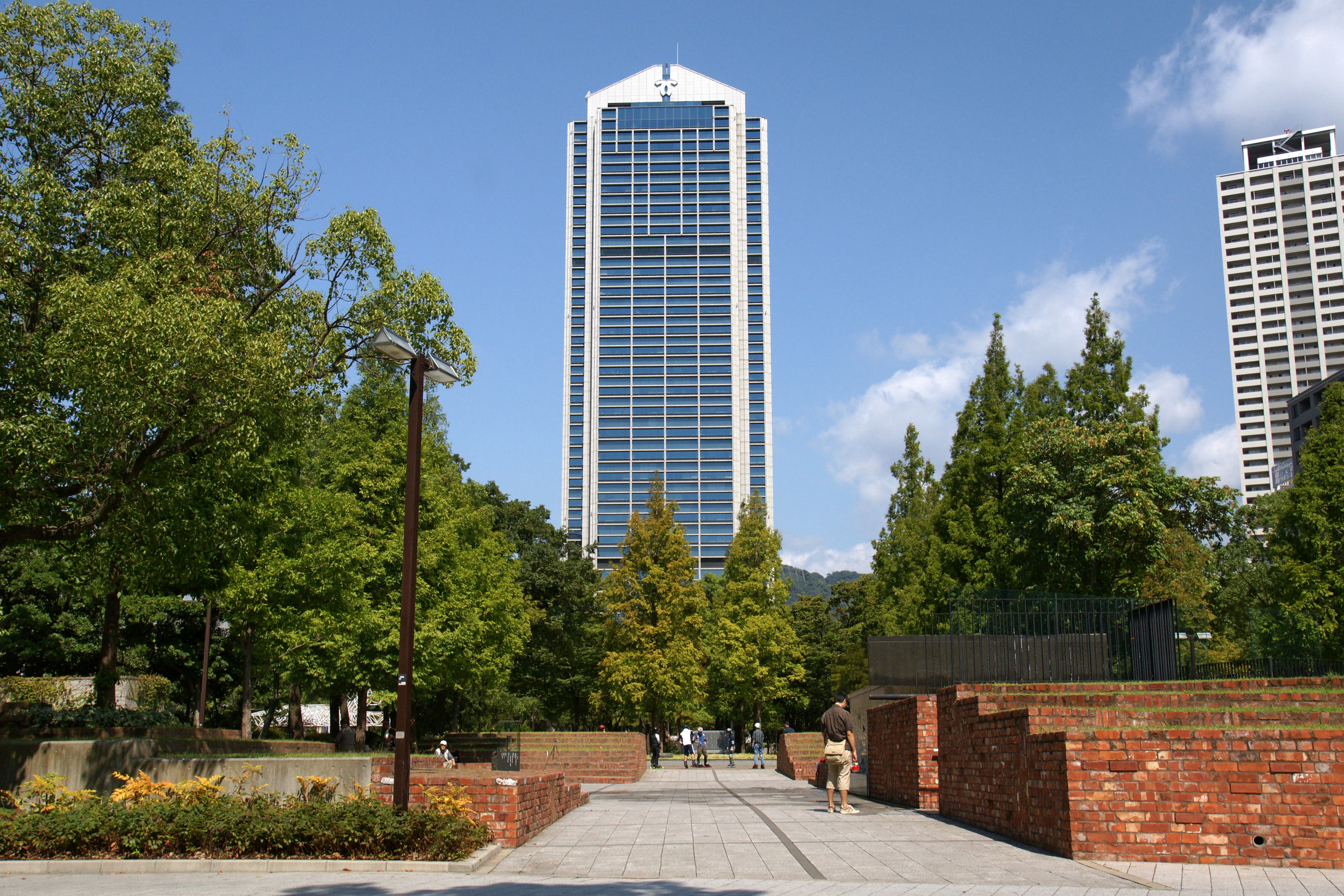
Будівля мерії Кобе. Район Туо

Місто поділене на дев'ять районів:
1. Нісі (яп. 西区[19]) — площа 137.86 км². Населення 248,407 чол.[20] Нісі найзахідніший район міста Кобе. До 1982 року ця територія входила до складу району Тарумі.
2. Кіта (яп. 北区[21]) — площа 241.84 км², населення 226,402 чол.[20]. Кіта найбільший район Кобе та знаходиться на північному сході міста.
3. Тарумі (яп. 垂水区) — площа 26.89 км², населення 219,958 чол.[20]. На території району знаходиться найдовший міст у світі: Великий міст протоки Акасі. Тарумі був відокремлений в окрему адміністративно-територіальну одиницю в 1946 році. До цього часу він входив в склад району Сума.
4. Сума (яп. 須磨区) — площа 30.0 км², населення 168,400 чол.[20] На території району знаходяться пляжі — популяне місце відпочинку туристів.
5. Наґата (яп. 長田区) — площа 11.46 км², населення 102,387 чол.[20] На території району знаходиться відоме святилище Наґата.
6. Хьоґо (яп. 兵庫区) — площа 14.54 км², населення 107,553 чол.[20] Район Хьоґо історичний та економічний центр міста Кобе.
7. Туо (яп. 中央区[22]) — площа 28.37 км², населення 119,768 чол.[20] Район Туо адміністративний центр міста, тут знаходяться всі головні адміністративні будівлі та аеропорт Кобе.
8. Нада (яп. 灘区) — площа 31.4 км², населення 129,095 чол.[20] На території району розташований Університет Кобе.
9. Хіґасінада (яп. 東灘区) — площа 30.36 км², населення 207,146 чол.[20].

## Безпека
- У Кобе розташований регіональний штаб Управління морської безпеки Японії. Він забезпечує безпеку кордонів та територіальних вод Японії в районі префектур Шіґа, Осака, Нара, Вакаяма, Токушіма, Коті, а також півдні префектур Кіото та Хьоґо[23].

## Демографія
Станом на 1 січня 2009 року в місті Кобе проживає 1 534 157 осіб в 658,876 домогосподарств. Густота населення 2 778,1 осіб/км². На кожні 100 жінок приходиться 90.2 чоловіків. Тринадцять відсотків населення — діти віком від 0 по 14 років, шістдесят сім відсотків — від 15 по 64, двадцять відсотків — більше 65 років.
В місті зареєстровано приблизно 44,000 громадян інших держав. Корейців — 22,237, китайців — 12,516, в'єтнамців — 1,301, американців — 1,280.

## Економіка

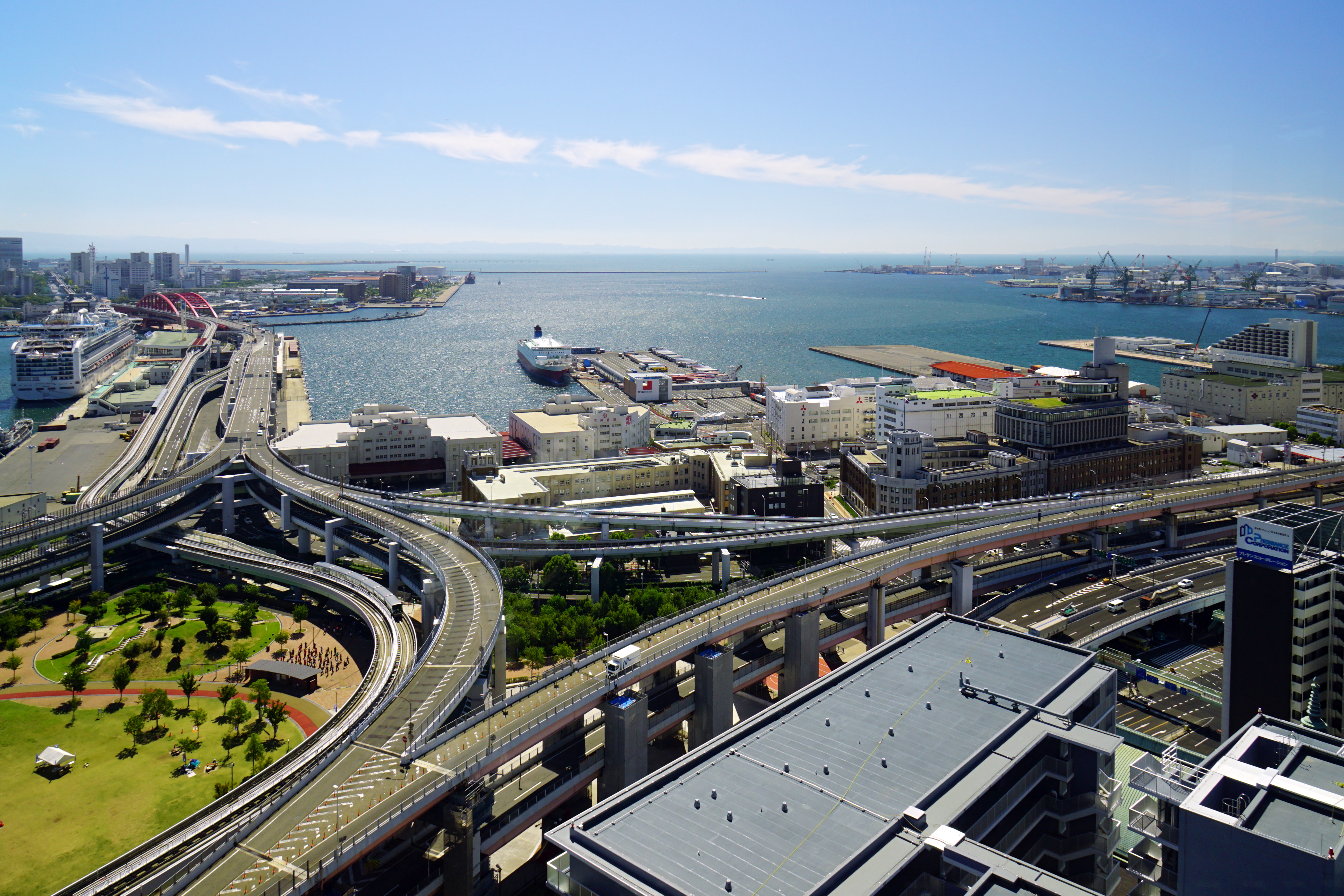
Порт Кобе найбільший в регіоні Кінкі

Кобе важливий торговельний та промисловий центр регіону Кінкі. Порт Кобе четвертий за розмірами в Японії та тридцять восьмий у світі.
Станом на 2004 рік реальний ВВП міста дорівнює ¥ 6.3 трил., що становить 34 % ВВП всієї префектури Хьоґо та 8 % ВВП регіону Кінкі.
Приблизно 1 % працівників працює в первинному секторі економіки (агрокультура, рибальство та ін.), 21 % — вторинному секторі економіки (промисловість) та 78 % — в сфері послуг.
Загальна вартість усіх вироблених продуктів у Кобе у 2004 році становила ¥ 2.5 трил. Основні види продукції: побутові прилади, їжа, устаткування для транспорту та комунікацій.

### Найбільші компанії
Найбільші японські компанії, чия штаб-квартира знаходиться в Кобе, це: ASICS, Daiei, Kawasaki Heavy Industries, Kawasaki Shipbuilding Co., Mitsubishi Motors, Mitsubishi Heavy Industries, Mitsubishi Electric, Kobe Steel, Sumitomo Rubber Industries та TOA Corporation.
В місті Кобе розташовані штаб-квартири більше сотні міжнародних корпорацій зі Східної Азії чи Японії. З них найбільше: 24 з Китаю, 18 з США та 9 з Швейцарії. Сюди входять такі відомі компанії, як Eli Lilly and Company, Nestle, Procter & Gamble, Tempur-Pedic, Boehringer-Ingelheim та Toys "R" Us.
Також в Кобе розташовані великі науково-дослідницькі центри, такі як Національний інститут інформаційних та комунікаційних технологій Кобе, Азійський центр зменшення катаклізмів, Центр розвитку біології та медичних технологій Кобе та інші.

## Транспорт

### Залізниці
Головний транспортний вузол Кобе — Станція Санномія, де перетинаються три головні залізничні лінії, міський метрополітен та лінія автоматичного метро, що пов'язує станцію Санномія з аеропортом Кобе (UKB). Станція швидкісної залізниці Шінкансен знаходиться за півтора кілометри на північ від Санномія, сполучення забезпечується метрополітеном.

## Освіта

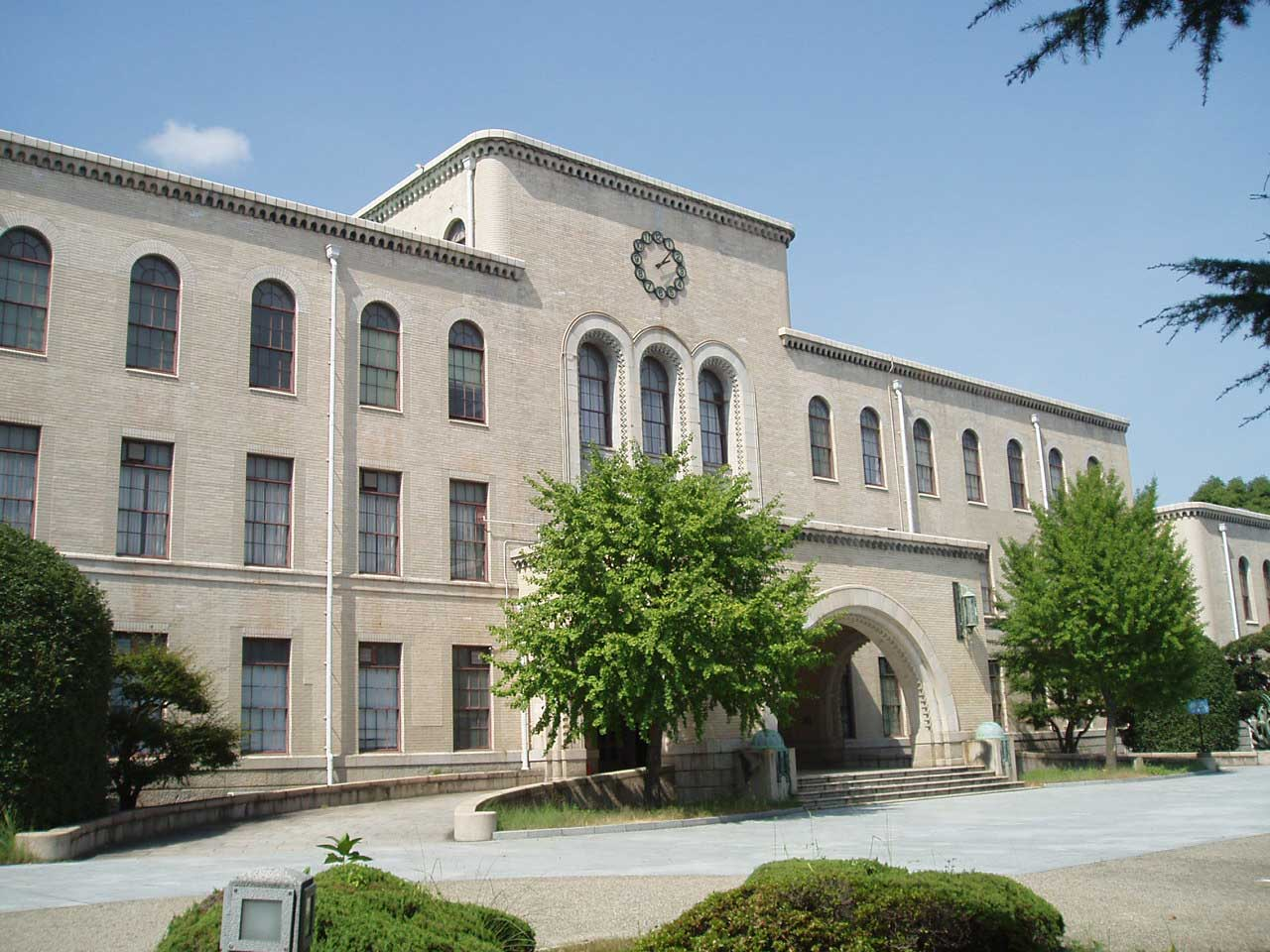
Університет Кобе

В Кобе розташовано 169 державних початкових шкіл та 83 державних середніх шкіл, де навчаються 80,200 та 36,000 учнів відповідно. Також в місті є 4 приватні початкові школи та 14 приватних середніх шкіл, з кількістю учнів 82,000 та 42,300 чол. відповідно
В Кобе знаходиться 28 муніципальних старших шкіл та 25 приватних старших шкіл. Всі інші старші школи знаходяться під управлянням державної Комісії з освіти префектури Хьоґо. Загальна кількість учнів старших шкіл за даними на 2006 рік становила 43,400 чол.
Діти іноземців, що проживають у Кобе, а також, діти громадян Японії, за бажання, мають можливість вивчати рідну мову та здобувати освіту і документи про здобуті освітні рівні, що визнаються у Німеччині, Кореї, Китаї, Канаді, США чи у інших країнах, навчаючись у міжнародних школах, акредитованих у освітніх системах цих країн, чи у міжнародних освітніх системах. Здобути освіту японською та англійською американського зразка можна у чотирьох міжнародних школах, акредитованих Західною асоціацією шкіл та коледжів США. Три міжнародні школи у Кобе акредитовані розробником освітніх міжнародних програм фундацією International Baccalaureate:
- Канадська академія[en];
- Міжнародна школа братів Маріст[en];
- Міжнародна академія Кансай.

Дипломи про середню освіту міжнародного бакалаврату (англ. The IB diploma) надають можливість здобувати вищу освіту та приймаються і визнаються більше, ніж 2 337 університетами у 90 державах світу.
Також в Кобе знаходиться 18 державних та приватних університетів та 8 технікумів. Кількість студентів на 2006 рік становила 67,000 та 4,100 чол. відповідно.

## Культура
Кобе відоме своєю яловичиною та онсеном Аріма. Також до відомих пам'яток Кобе належать святилище Ікута та Портова башта Кобе.
Серед туристів популярні нічні краєвиди Кобе з прилеглий гір, таких як Рокко та Мая.
Кобе часто асоціюється з космополітизмом та модою, що знайшло своє втілення в японській приказці: «Якщо ти не можеш поїхати в Париж, вирушай до Кобе». Двічі на рік в Кобе проводиться фестиваль моди, а з 1981 року кожного жовтня в місті проходить фестиваль джазу.

## Спорт
| Клуб                        | Спорт   | Ліга               | Домашній стадіон                                      | Дата заснування |
| --------------------------- | ------- | ------------------ | ----------------------------------------------------- | --------------- |
| Kobe Steel Kobelco Steelers | Регбі   | Найвища Ліга       | Kobe Wing Stadium                                     | 1928            |
| Orix Buffaloes              | Бейсбол | Тихоокеанська Ліга | Skymark Stadium Osaka Dome                            | 1938            |
| Vissel Kobe                 | Футбол  | Джей-ліга          | Home's Stadium Kobe Kobe Universiade Memorial Stadium | 1995            |

## Міста-побратими
Крім міст-побратимів Кобе має порти-побратими та міста-друзі:
Міста-побратими
- Сієтл, США (1957)
- Марсель, Франція (1961)
- Ріо-де-Жанейро, Бразилія (1969)
- Рига, Латвія (1974)
- Брисбен, Австралія (1985)
- Барселона, Іспанія (1993)
- Бам, Іран (2008)
- Піско, Перу (2007)
- Хайфа, Ізраїль (2004)

Порти-побратими
- Роттердам, Нідерланди (1967)
- Сієтл, США (1967)

Міста-друзі
- Тяньцзінь, КНР (1973)
- Філадельфія, США (1986)

## Галерея

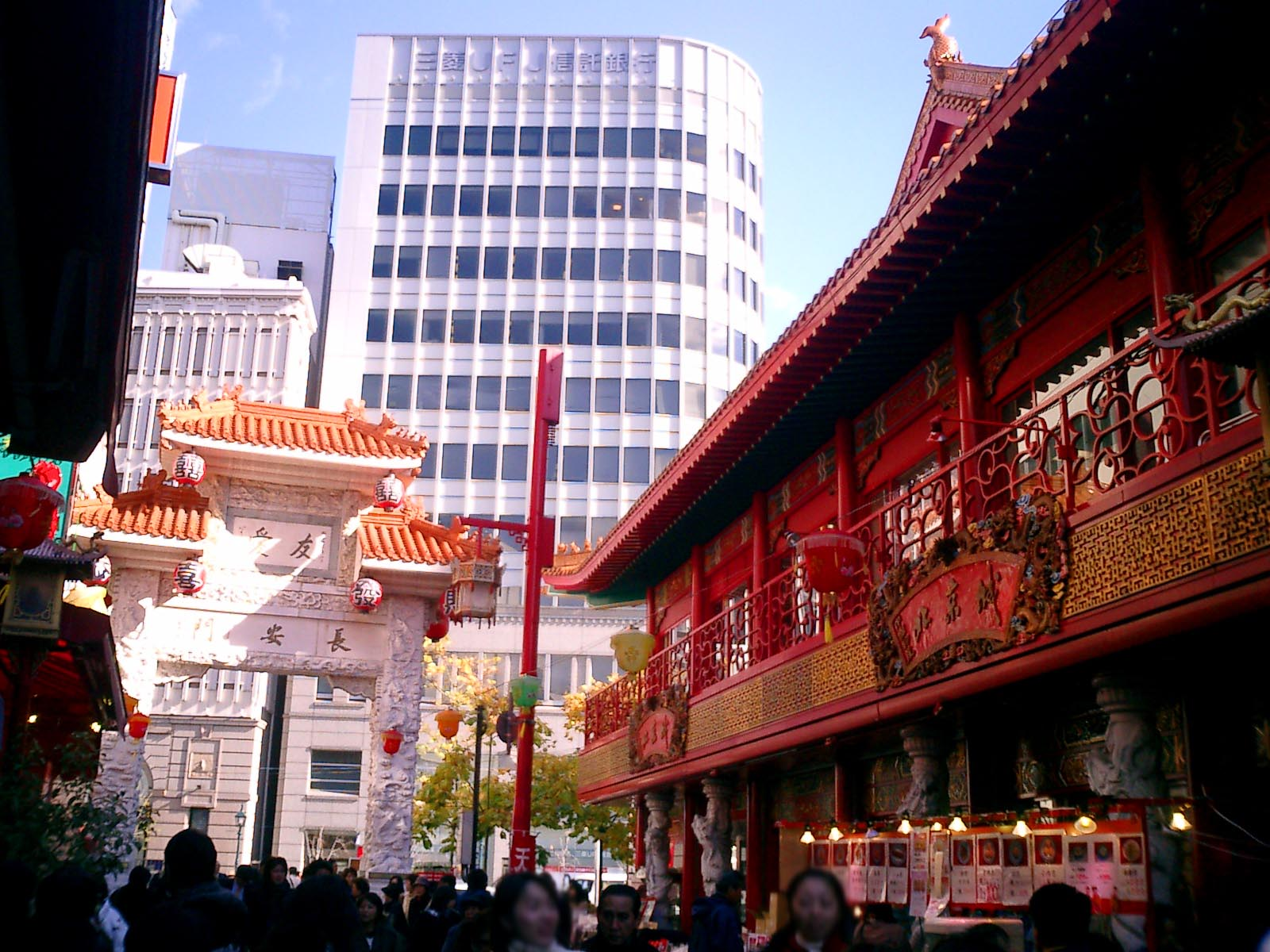
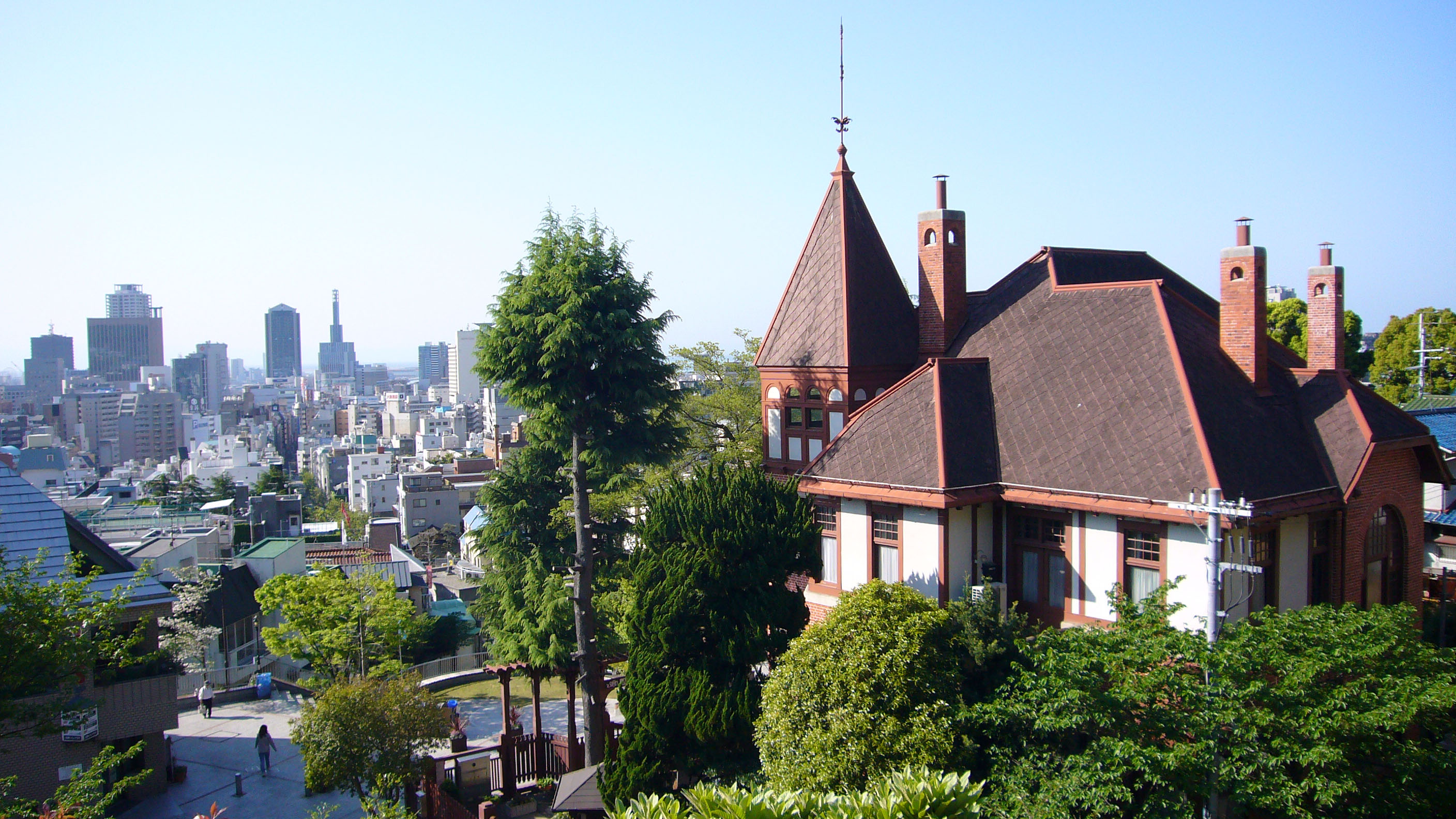
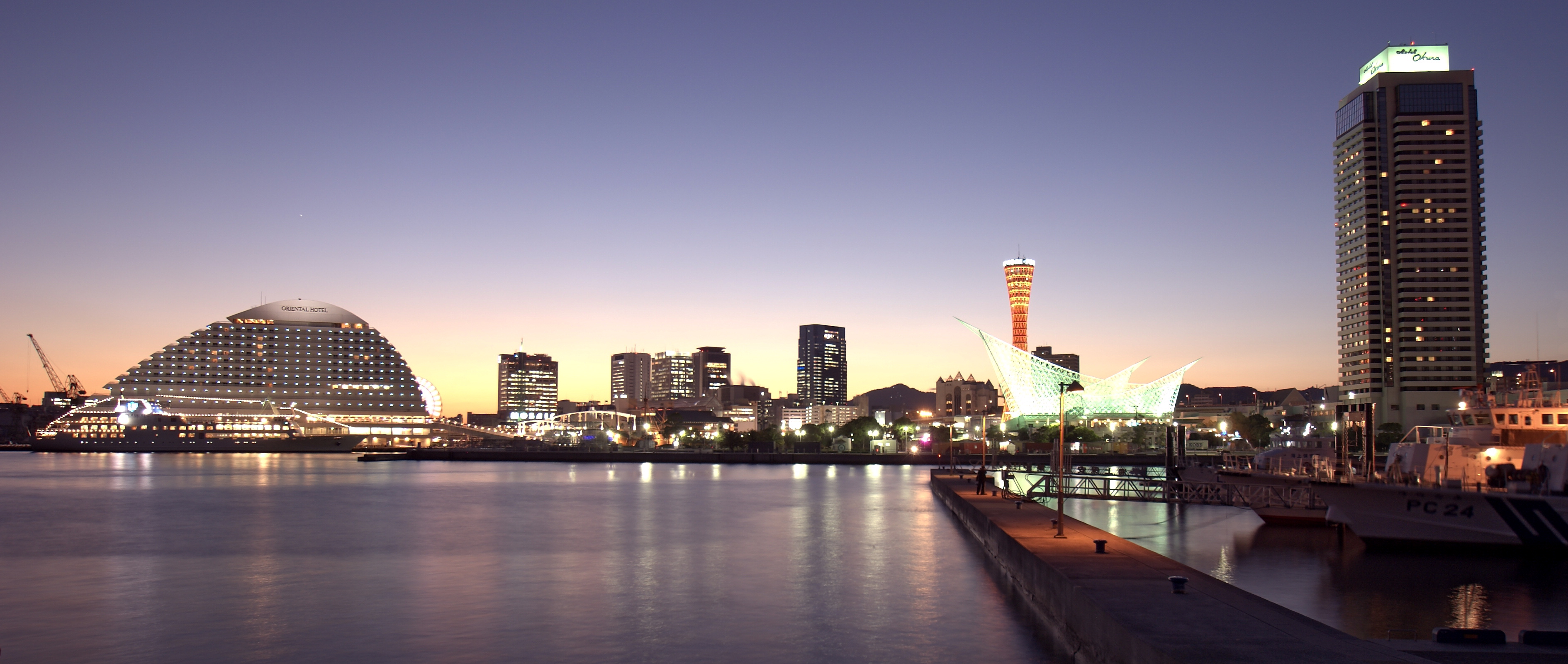
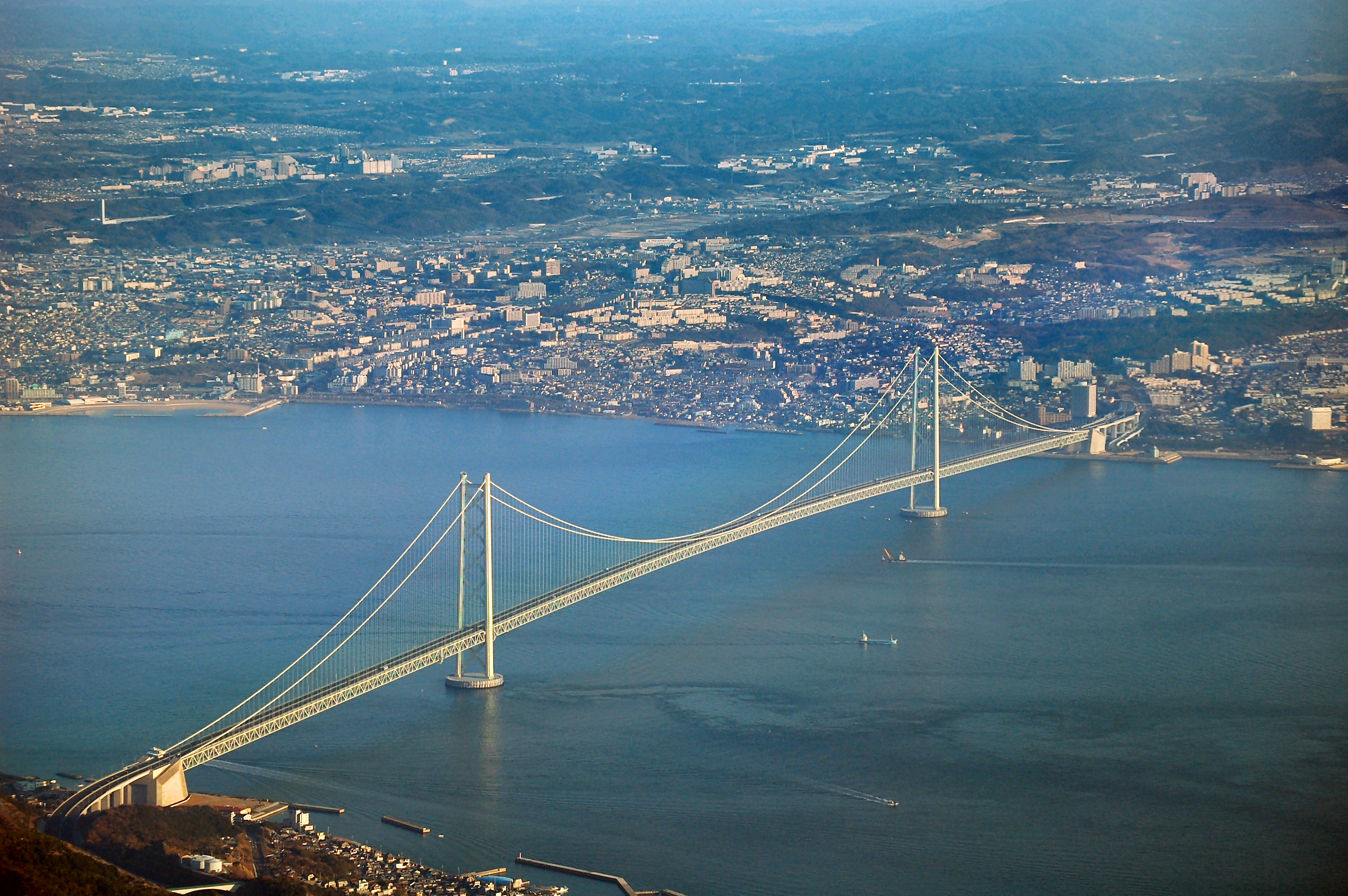

#### Міста-партнери
- Львів (2023)[44]